# Palazzo Contarini Fasan

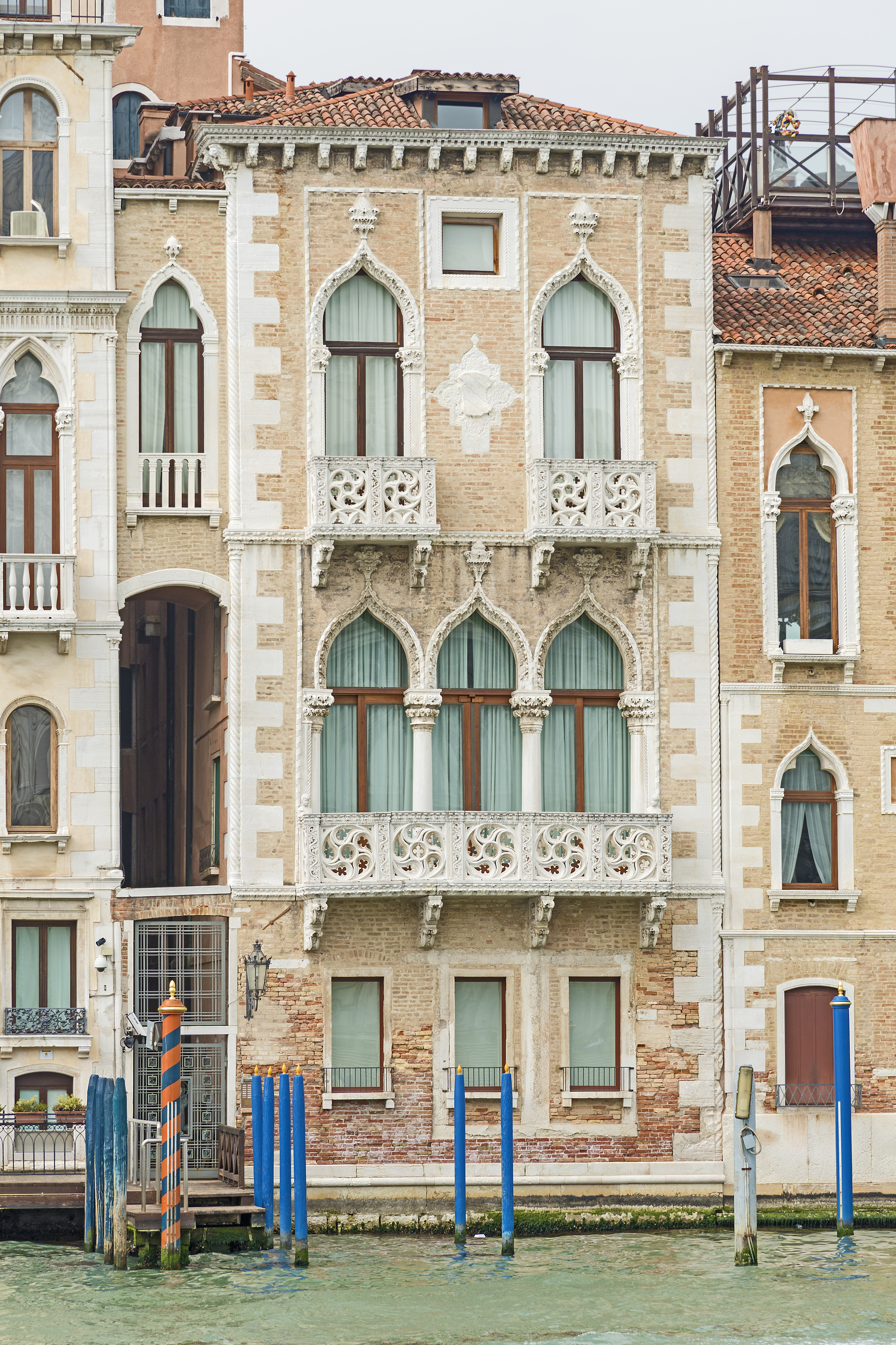
Palazzo Contarini Fasan

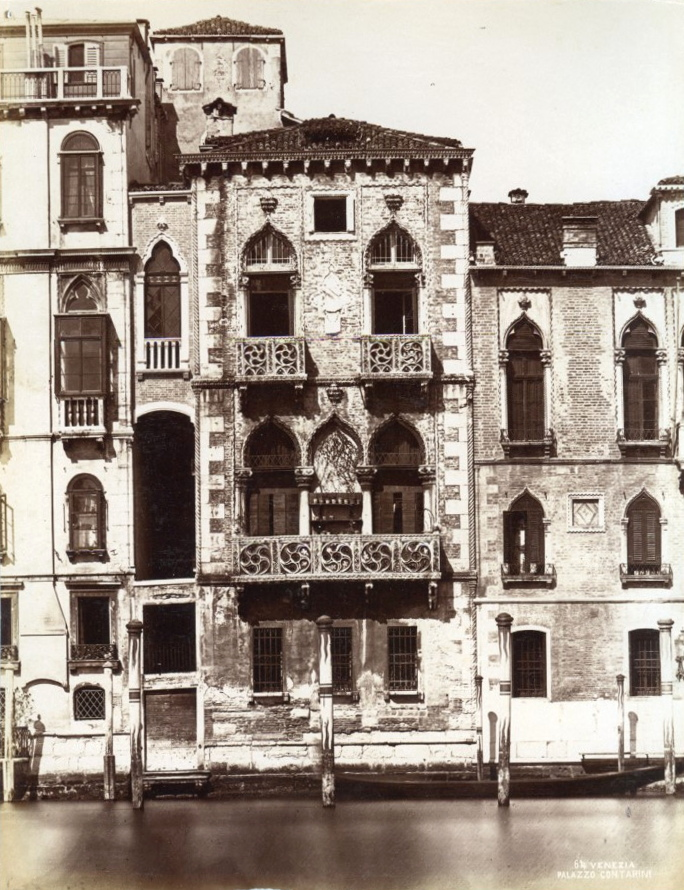
Der Palast im 19. Jahrhundert

Palazzo Contarini Fasan, auch Casa di Desdemona, ist ein Palast in Venedig in der italienischen Region Venetien. Er liegt im Sestiere San Marco mit Blick auf den Canal Grande zwischen dem Palazzo Manolesso Ferro und dem Palazzo Venier Contarini.

## Geschichte
Der Palazzo Contarini Fasan ist ein charakteristischer Bau für das 15. Jahrhundert, der der Familie Contarini gehörte. In den Jahrhunderten hat sich eine Legende darum gebildet, die das Gebäude zum Haus der Desdemona, einer Figur aus dem Drama Othello von William Shakespeare macht.

## Beschreibung
Der kleine Palast hat eine Fassade, die sich in die Höhe erstreckt. Die Fenstereinteilung, starker Ausdruck der venezianischen Gotik, zeigt sich auf den drei Ebenen: Im Erdgeschoss besteht sie aus drei kleinen, rechteckigen Fenstern (ein Zugang zum Wasser fehlt), im ersten Obergeschoss gibt ein Dreifachspitzbogenfenster mit Balkon, dessen Öffnungen durch Säulen aus weißem Stein getrennt sind, im zweiten Obergeschoss sind zwei einzelne Kielbogenfenster eingebaut. Zwischen den beiden einzelnen Fenstern sitzt unter einer kleinen, quadratischen Öffnung ein großes Wappen der Contarinis als Halbrelief.
Die Fassade ist nach oben durch ein gezahntes Gesims abgeschlossen, unter dem Spuren von Fresken aus dem 15. Jahrhundert erhalten sind, die einst die Fassade zierten. Auf der linken Seite verbindet eine „Überführung“ den Palast mit dem angrenzenden Gebäude. Bemerkenswert daran ist das gotische Fenster, das denen in der Fassade ähnelt.

## Galeriebilder

"Einzelheiten
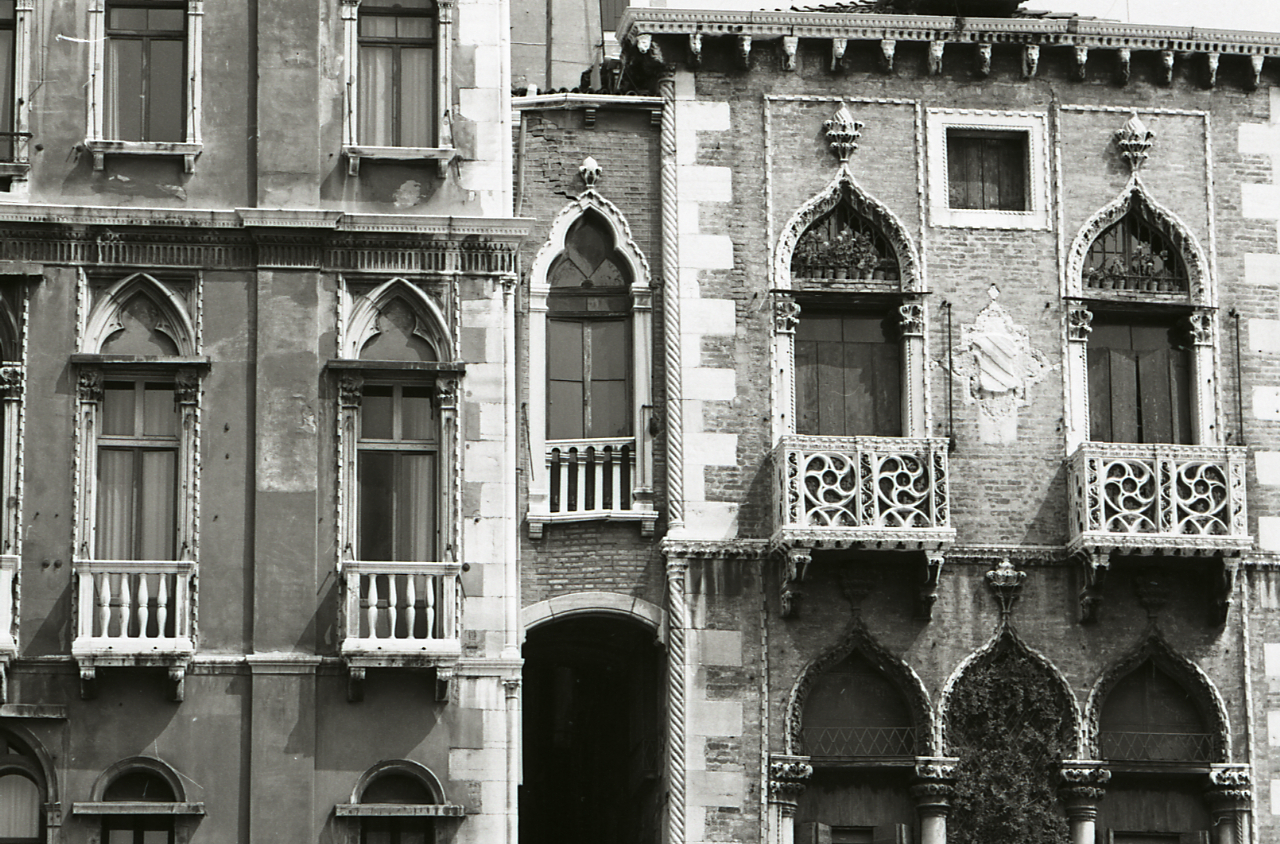
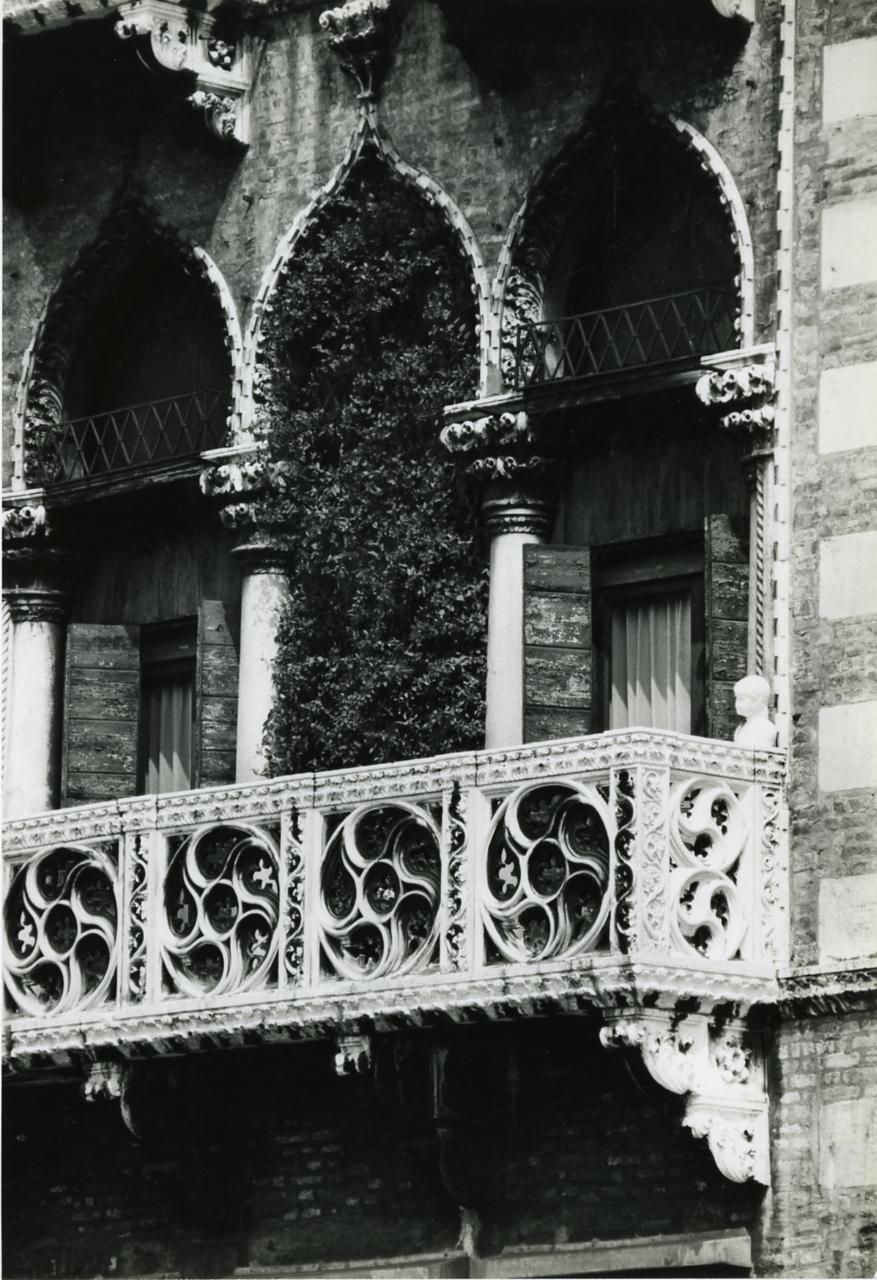
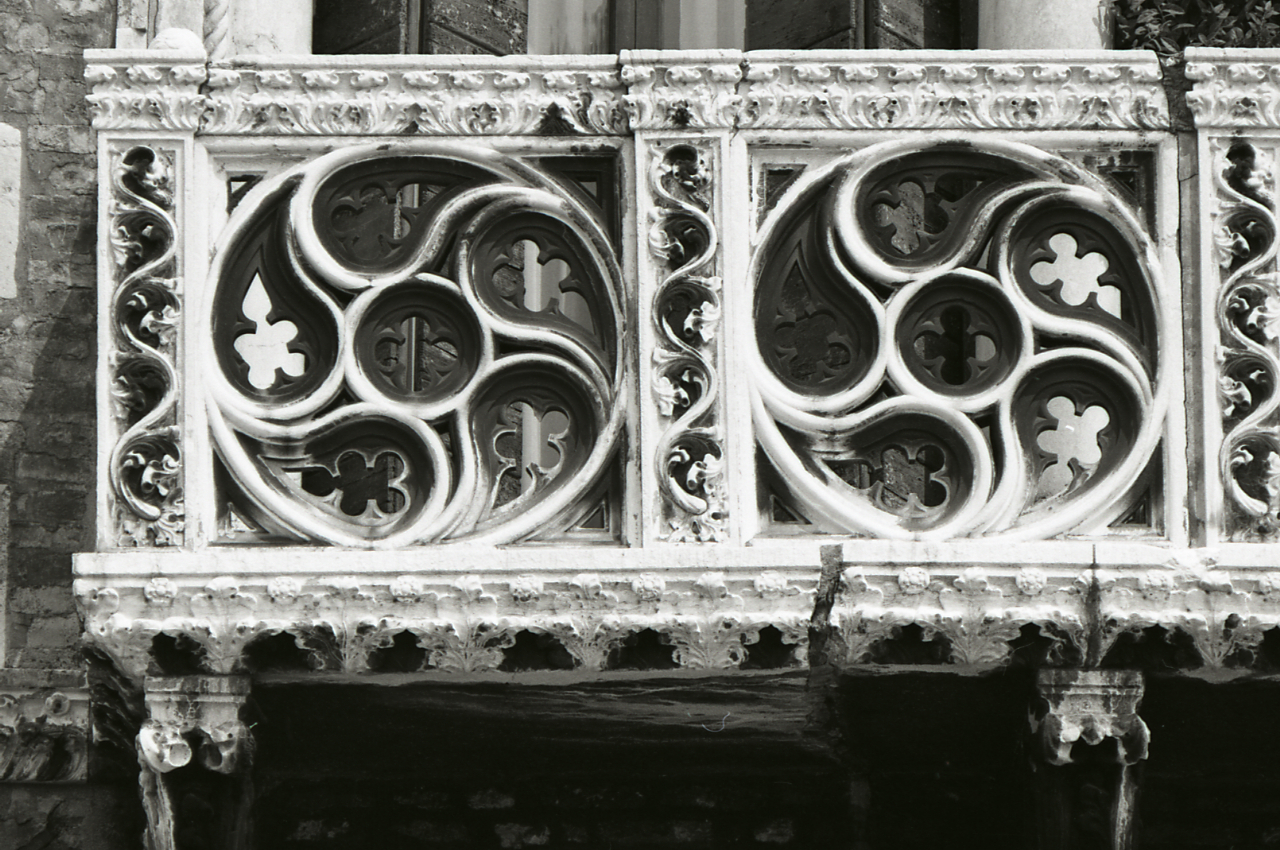

- Einzelheiten der Fassade (Fotos von Paolo Monti, 1969)